# Giada Colagrande

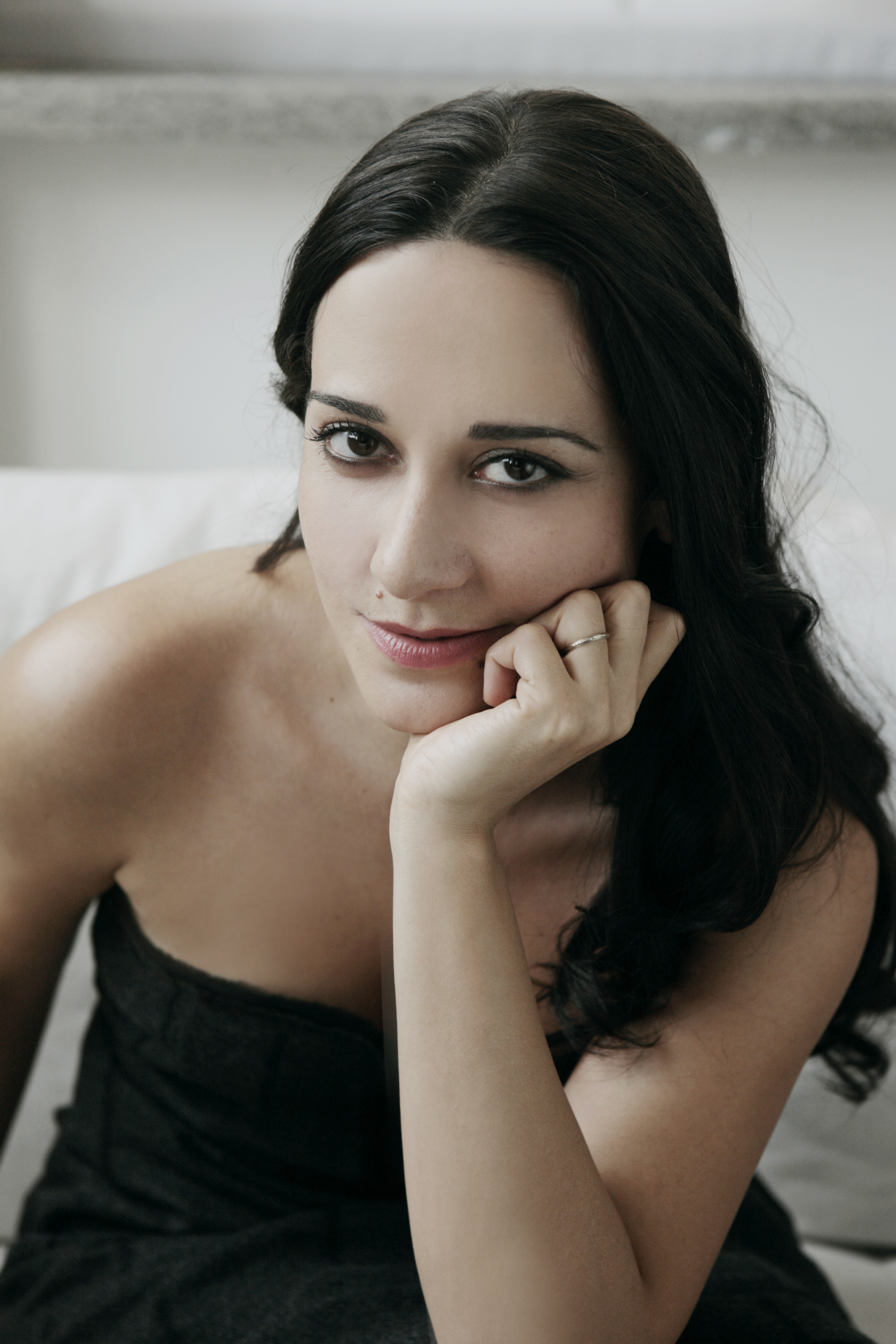
Giada Colagrande (2010)

Giada Colagrande (* 16. Oktober 1975 in Pescara) ist eine italienische Filmregisseurin, Drehbuchautorin und Schauspielerin.

## Leben und Karriere
2005 führte Colagrande Regie bei ihrem zweiten Spielfilm Before it Had a Name, dessen Drehbuch sie gemeinsam mit Willem Dafoe schrieb und in dem sie die Hauptrolle spielte. Die beiden hatten sich am Set von Wes Andersons Film Die Tiefseetaucher kennengelernt. 2012 drehte sie The Woman Dress und schloss den Spielfilm Bob Wilson’s Life & Death of Marina Abramovic ab.
2016 schrieb, inszenierte und spielte Colagrande PADRE mit Franco Battiato, Willem Dafoe und Marina Abramović. Als Schauspielerin hat Colagrande auch in Abel Ferraras Pasolini (2014) mitgewirkt.

## Persönliches Leben
Colagrande ist seit 2005 mit dem Schauspieler Willem Dafoe verheiratet, mit dem sie abwechselnd in Rom, New York und Los Angeles lebt. Sie hat einen Stiefsohn aus Dafoes früherer Beziehung.

## Filmografie
- Aprimi il cuore (Open My Heart) (2002)
- Before It Had a Name (2005)
- A Woman (2010)
- Bob Wilson’s Life & Death of Marina Abramović (2012)
- The Abramovic Method (2013)
- Castello Cavalcanti (2013)
- Pasolini (2014)
- PADRE (2016)